# Centrale nucleare di Marcoule
La centrale nucleare di Marcoule, situata presso i comuni di Chusclan e Codolet, nella Linguadoca-Rossiglione, è stata la prima centrale nucleare francese. La centrale possedeva 3 reattori nucleari refrigerati a gas (GCR) alimentati ad uranio naturale e moderati a grafite (UNGG) – una versione francese del Magnox inglese – da  566 MWt totali. Il reattore G-1 – da soli 46 MWt – costruito dal 1955 al 1956 non fu utilizzato per la produzione commerciale di elettricità, mentre i reattori G-2 e G-3 – da 260 MWt ciascuno – furono impiegati per produrre energia elettrica. Il reattore G-1 è stato quasi completamente smantellato, mentre per gli altri due le attività di smantellamento sono in corso.

## Ubicazione dell'impianto
La centrale fa parte del più ampio sito nucleare di Marcoule, un importante e grande sito industriale nucleare gestito dal Commissariat à l'énergie atomique et aux énergies alternatives e da altri, tra cui Orano (ex Areva). A Marcoule furono costruiti i due reattori nucleari a uso militare (Celestin) e l'impianto di riprocessamento del combustibile nucleare irraggiato (UP1) finalizzati alle ricerche per la costruzione della bomba atomica francese. Sempre a Marcoule il CEA ha messo anche a punto la filiera dei reattori a grafite-gas con cui iniziò lo sfruttamento civile dell'energia nucleare in Francia. Infine vi si trova il Phénix, prototipo di reattore nucleare autofertilizzante della potenza elettrica di 250 MW.